# Fernando Álvarez de Toledo, 3. vévoda z Alby
Fernando Álvarez de Toledo y Pimentel, 3. vévoda z Alby (29. října 1507 Piedrahíta – 11. prosince 1582 Lisabon), známý jako Velkovévoda z Alby (španělsky: Gran Duque de Alba, portugalsky: Grão Duque de Alba) ve Španělsku a Portugalsku a jako Železný vévoda (nizozemsky: IJzeren Hertog) či zkráceně Alva v Nizozemsku, byl španělský šlechtic, generál a státník.
Je často považován za nejefektivnějšího generála své generace a jednoho z největších vojenských velitelů v historii. Historik John Lothrop Motley o něm napsal: „Nikdo nestudoval vojenskou vědu hlouběji ani ji nepraktikoval neustáleji než on.“ Byl horlivým zastáncem vojenských akcí proti Francii a protestantismu, zároveň však podporoval strategické a morální spojenectví s Anglií, které se nikdy neuskutečnilo. Alba se stal nechvalně proslulým svou rolí v osmdesátileté válce ve španělském Nizozemí, kde jeho dlouhé vojenské tažení a represivní politická opatření učinila z jeho postavy v evropské historii symbol tyranie.
Narodil se do významné kastilské vojenské rodiny a poprvé se vyznamenal roku 1535 při dobytí Tunisu během osmansko-habsburských válek, v konfliktu o nadvládu nad západním Středomořím. Později vedl španělská vojska v bitvě u Mühlberka (1547), kde armáda římského císaře Karla V. porazila německá protestantská knížata ve šmalkaldské válce. Alba byl vrchním velitelem španělsko-habsburské armády během italské války v letech 1551–1559 a následně byl jmenován guvernérem Milána (1555) a místokrálem Neapole (1556).
V roce 1567 ho král Filip II. Španělský jmenoval guvernérem Nizozemí a pověřil ho potlačením nizozemského povstání. Alba zřídil tzv. Radu potíží (španělsky: Consejo de los Tumultos), která odsoudila tisíce lidí a vysloužila si přezdívku „Krvavé rady“. Po vojenské stránce v počátečních fázích osmdesátileté války opakovaně porážel vojska Viléma Oranžského, avšak nedokázal povstání zcela potlačit, a tak byl roku 1573 ve stavu dočasné politické nemilosti odvolán zpět do Španělska.
Jeho poslední vojenské úspěchy přišly během portugalské následnické krize roku 1580, za což byl odměněn tituly místokrál a konstábl Portugalska. Tyto tituly si podržel až do své smrti v Lisabonu roku 1582.

## Biografie

### Mládí
Fernando se narodil v Piedrahítě, v provincii Ávila, dne 29. října 1507. Byl synem Garcíi Álvareze de Toledo y Zúñiga, dědice Fadrique Álvareze de Toledo y Enríquez de Quiñones, 2. vévody z Alby de Tormes, a Beatriz Pimentel, dcery Rodriga Alonsa Pimentela, 4. hraběte – 1. vévody z Benavente, a jeho manželky Maríe Pacheco.
Fernando osiřel ve třech letech, když jeho otec García zemřel během vojenského tažení na ostrově Džerba v Africe v roce 1510. Ve věku šesti let doprovázel svého dědečka, druhého vévodu z Alby, na vojenské výpravě s cílem dobýt Navarru.
Jeho mládí a vzdělání bylo typické pro kastilskou šlechtu té doby. Vyrůstal na vévodském dvoře rodu Alba, který se nacházel v palácovém hradu Alba de Tormes. Vzdělávali ho dva italští učitelé – Bernardo Gentile, sicilský benediktin, a Severo Marini – spolu se španělským renesančním básníkem a spisovatelem Juanem Boscánem. Byl vychován v duchu římského katolicismu a humanismu. Ovládal latinu a znal také francouzštinu, angličtinu a němčinu.
V roce 1524, když mu bylo sedmnáct let, se připojil k vojskům kastilského konstábla Íñiga Fernándeze de Velasco, 2. vévody z Frías, během dobývání Fuenterrabíe, kterou tehdy okupovala Francie a Navarra. Za svou roli při obléhání byl Fernando jmenován guvernérem Fuenterrabíe.
Když jeho dědeček Fadrique v roce 1531 zemřel, vévodský titul přešel na Fernanda jako na prvorozeného syna Garcíi. Po celý svůj dospělý život sloužil španělským panovníkům Karlu I. a jeho nástupci Filipu II.
Byl rádcem Karla V., císaře Svaté říše římské a španělského krále. Byl jedním z nejmocnějších šlechticů Evropy své doby.
Roku 1535 dobyl Tunis, roku 1541 byl velitelem výpravy do Alžírska, v letech 1546–1547 velel císařské armádě v Německu (zvítězil v bitvě u Mühlberka a od roku 1552 v Itálii.

### V Miláně a Neapoli (1555–1559)

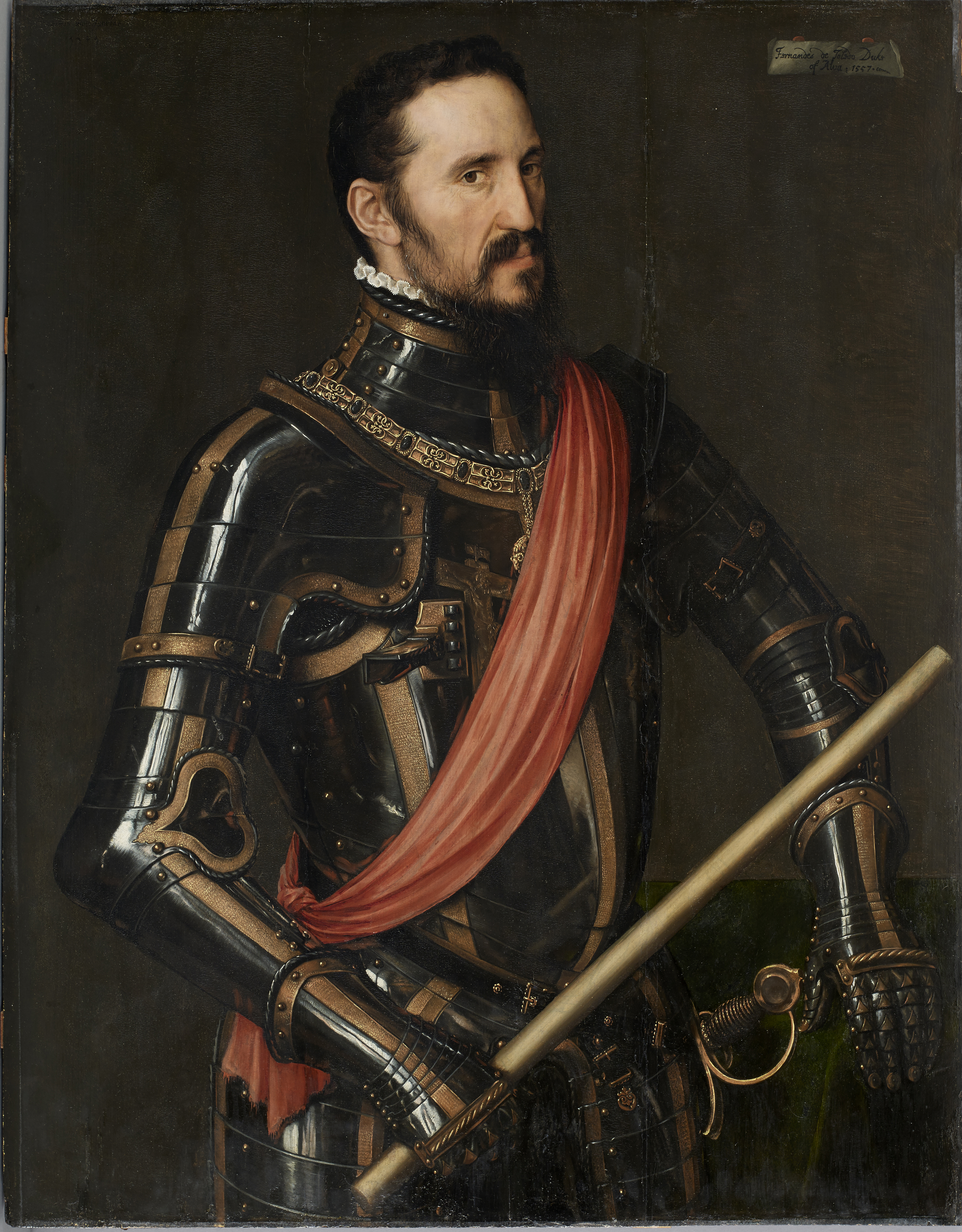
Vévoda z Alby v roce 1549 od Anthonise Mora

V pozdějších letech se těžiště konfliktu mezi Francií a Španělskem přesunulo na Apeninský poloostrov. Alba byl vyslán do Itálie jako vrchní velitel španělsko-habsburské armády v Itálii a v roce 1555 se stal guvernérem Milána a v roce 1556 neapolským místokrálem.
Nově zvolený papež Pavel IV., nepřítel Habsburků, podněcoval francouzského krále Jindřicha II., aby Španěly z Itálie vyhnal. Papežská vojska se k tomuto cíli spojila s Francouzi. V červenci 1556 papež prohlásil, že Filip II. je zbaven titulu neapolského krále. Alba neváhal a v čele 12 000 španělských vojáků vytáhl na Řím. Část financí na tuto výpravu získal půjčkou 430 000 dukátů od Bony Sforzy, vdovy po polském králi. Tato půjčka, známá jako „neapolské sumy“, nebyla nikdy splacena. Papež vyzval k příměří, čímž získal čas na příchod francouzského vojska pod velením vévody Františka z Guise, které mělo zaútočit na Neapol. Španělé však Francouze zastavili a porazili v bitvě u Saint-Quentinu. Bez francouzské podpory byla papežská vojska španělskou armádou poražena a vévoda z Alby v září 1557 vstoupil do Říma. Papež musel požádat o mír.
V dubnu 1559 byl Alba jedním z signatářů mírové smlouvy z Cateau-Cambrésis, která ukončila válku s Francií a umožnila Španělsku soustředit své zdroje na maximální ekonomické využití Nového Španělska. Apeninský poloostrov vstoupil do dlouhého období míru, který byl zpečetěn sňatkem dvakrát ovdovělého Filipa II. s Isabelou z Valois, dcerou francouzského krále Jindřicha II. Během královské svatby, která se konala v Paříži, vystupoval Alba jako Filipův zástupce.

### Pozdější život
V letech 1567–1573 byl místodržitelem v Nizozemí, kde se snažil potlačit protišpanělské povstání. V boji s nizozemskými povstalci proslul mimořádnou krutostí a získal přezdívku Železný vévoda; příběhy o jeho krutosti jsou součástí tzv. „černé legendy“ – protišpanělského negativismu; v protestantských zemích je jeho jméno synonymem pro krutost a fanatismus. Povstání se mu nicméně potlačit nepodařilo, 18. prosince roku 1573 požádal vévoda svého krále o uvolnění a poté se vrátil do Španělska. 
Přesto měl vévoda stále vliv v Královské radě. Patřil ke konzervativní španělské frakci zvané Albistas nebo imperialisté. Tato frakce zahrnovala generálního inkvizitora Fernanda de Valdés y Salas, rod Pimentelů, vévodu de Alburquerque a další členy rodu Álvarez de Toledo. Albisté doporučili králi zaujmout v Nizozemí pevný postoj. Tvrdá pozice Albistů byla vášnivě napadena liberálními Ebolisty nebo humanisty v čele s knížetem Ruyem Gómezem de Silva z Éboli a jeho tajemníkem Franciscem de Eraso. Po smrti knížete z Éboli v roce 1573 vedl liberální frakci královský tajemník Antonio Pérez a začal se stýkat s kněžnou Anou de Mendoza de la Cerda z Éboli. Navzdory naléhání Albistů sám král Filip II. veřejně uznal, že „není možné posunout Flandry kupředu cestou války“. Politické ústupky Luise de Requesens nedokázaly ukončit povstání v Nizozemsku a nepřátelství se brzy obnovilo. Tato neschopnost Ebolistů ukončit nizozemské povstání zvýšily nedůvěru krále a Filip II. znovu udělil vévodovi z Alby důležité postavení u dvora.
Po smrti bezdětného portugalského krále Jindřicha I. (31. ledna 1580) vznesl syn Karla II. Filip II. nárok na portugalský trůn. Vévoda z Alby vedl armádu, s jejíž pomocí chtěl Filip tyto nároky prosadit. Lisabon padl již v červnu téhož roku a tato kampaň se do portugalských dějin zapsala neslýchanou krutostí dobyvatelů. Poté se stal vévoda z Alby vicekrálem Portugalska. Svého posledního triumfu si však neužil dlouho – zemřel v Lisabonu za necelé dva roky, 11. prosince roku 1582.